# Vern Poore
Pour les articles homonymes, voir Poore.
Vern Poore est un ingénieur du son américain.

## Filmographie (sélection)
- 1976 : Taxi Driver de Martin Scorsese
- 1977 : Les Grands Fonds (The Deep) de Peter Yates
- 1978 : Doux, Dur et Dingue (Every Which Way But Loose) de James Fargo
- 1980 : Ça va cogner (Any Which Way You Can) de Buddy Van Horn
- 1980 : La Bidasse (Private Benjamin) d'Howard Zieff
- 1983 : Le Retour de l'inspecteur Harry (Sudden Impact) de Clint Eastwood
- 1984 : Haut les flingues ! (City Heat) de Richard Benjamin
- 1984 : Body Double de Brian De Palma
- 1984 : La Corde raide (Tightrope) de Richard Tuggle
- 1984 : SOS Fantômes (Ghostbusters) d'Ivan Reitman
- 1985 : Pale Rider, le cavalier solitaire (Pale Rider) de Clint Eastwood
- 1985 : Ladyhawke, la femme de la nuit (Ladyhawke) de Richard Donner
- 1986 : Le Maître de guerre (Heartbreak Ridge) de Clint Eastwood
- 1986 : Ratboy de Sondra Locke
- 1987 : L'Arme fatale (Lethal Weapon) de Richard Donner
- 1988 : Jumeaux (Twins) d'Ivan Reitman
- 1988 : La Dernière Cible (The Dead Pool) de Buddy Van Horn
- 1988 : Bird de Clint Eastwood
- 1989 : L'Arme fatale 2 (Lethal Weapon 2) de Richard Donner
- 1989 : Pink Cadillac de Buddy Van Horn
- 1990 : La Relève (The Rookie) de Clint Eastwood
- 1990 : Chasseur blanc, cœur noir (White Hunter, Black Heart) de Clint Eastwood
- 1992 : Impitoyable (Unforgiven) de Clint Eastwood
- 1995 : Sur la route de Madison (The Bridges of Madison County) de Clint Eastwood

## Distinctions

### Récompenses
- Oscars 1989 : Oscar du meilleur mixage de son pour Bird

### Nominations
- Oscar du meilleur mixage de son
  - en 1986 pour Ladyhawke, la femme de la nuit
  - en 1987 pour Le Maître de guerre
  - en 1988 pour L'Arme fatale
  - en 1993 pour Impitoyable
- BAFTA 1993 : British Academy Film Award du meilleur son pour Impitoyable